# 青木成実
青木 成実（あおき なるみ、1986年8月21日 - ）は日本の女性ファッションモデル・画家。鳴門教育大学大学院芸術系（美術）コース修了。国画会準会員。元徳島県阿波踊り協会所属奴連女踊りリーダー。

## 略歴
徳島県阿南市出身。
7歳から絵画教室に通いはじめ、18歳まで洋画家の渡辺記世に師事。
2010年、全国規模の美術団体である国画会の国展で初入選。
2011年、鳴門教育大学大学院芸術系（美術）コースを修了後、第85回国展絵画部奨励賞を受賞、国画会の会友となる。
2013年、第87回国展絵画部奨励賞を受賞。
2016年5月、青木成実油絵展をそごう徳島店美術画廊にて開催。
2017年5月、第91回国展絵画部会友賞受賞。準会員となる。
同年10月、AWA現代アート展2017阿波市長賞受賞
2018年2月、第2回青木成実油絵展をそごう徳島店美術画廊にて開催。
同年7月、青木成実油絵展を三越日本橋本店美術サロンにて開催。
2019年7月、青木成実油絵展を高松三越本館美術画廊にて開催。
2020年2月、青木成実油絵展をそごう徳島店美術画廊にて開催。
同年7月、青木成実油絵展を高松三越本館美術画廊にて開催。
また、アンモデルエージェント所属のモデルとしても活動しており、中四国のファッションショーなどに出演しているほか、四国放送のテレビ番組にコメンテーターとして出演するなどしている。

## 人物
元徳島県阿波踊り協会所属・奴連の女踊りリーダーでもあり、2013年度徳島市阿波おどりポスターに採用された写真のモデルでもある。
2024年1月に奴連の踊り子を引退。
鳴門教育大学在学時は美術を学ぶ一方で軽音楽部に所属しており、当時の先輩で友人でもあるチャットモンチーの福岡晃子は個展を訪れた際に、「とにかく美しい絵ばかり！なんで軽音部だったんだろう…笑」と評している。

## 出演

### テレビ番組
現在出演中
- ゴジカル!（2019年8月7日 -、四国放送）水曜担当コメンテーター[18]。

過去の出演
- フォーカス徳島（2017年1月9日 - 2019年3月21日、四国放送）コメンテーター。

### 映画
- 2015年 短編映画 Fantasme（清本章太脚本・製作・監督）／主演。